# Crossfire (Brandon Flowers)
Crossfire is een nummer van The Killers-zanger Brandon Flowers uit 2010. Het is de eerste single van zijn eerste soloalbum Flamingo.
Het vrolijke nummer flopte in Amerika, maar werd in Oceanië, Israël en een aantal Europese landen wel een hit. In de Nederlandse Top 40 wist het een bescheiden 19e positie te behalen, terwijl het nummer in Vlaanderen de 3e positie in de Tipparade bereikte.